# Sommer-Paralympics 2012/Teilnehmer (Myanmar)
| stlisierte Goldmedaille | stlisierte Silbermedaille | stlisierte Bronzemedaille |
| ----------------------- | ------------------------- | ------------------------- |
| —                       | —                         | —                         |

Myanmar entsandte zu den Paralympischen Sommerspielen 2012 in London zwei männliche Sportler.

## Teilnehmer nach Sportart

### Leichtathletik
Männer:
- Naing Win

### Schwimmen
Frauen:
- Sit Aung Naing